# Digipack

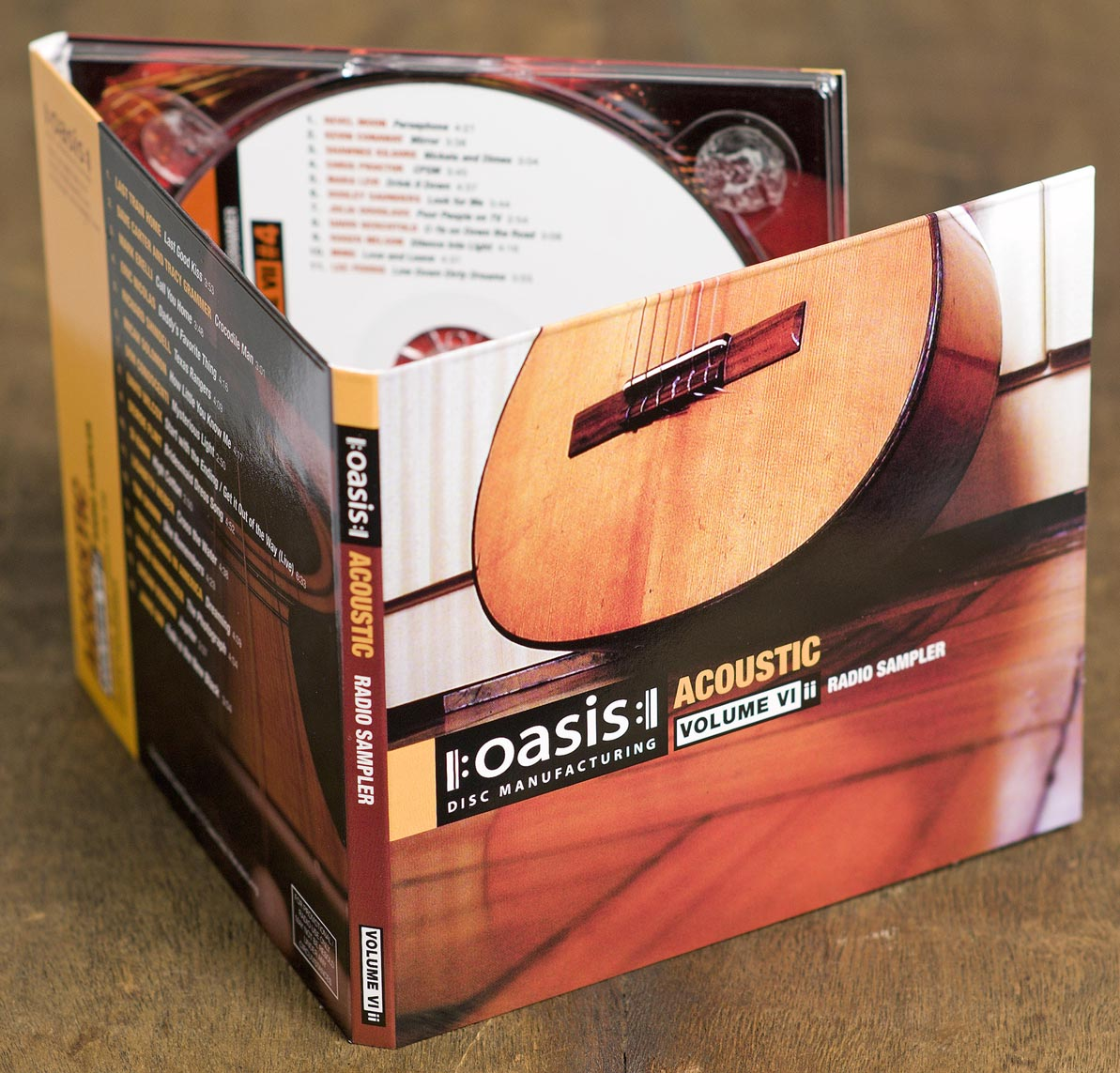
Digipackdoosje met cd

Een digipack of digipak (een geregistreerd handelsmerk van de AGI-Shorewood Group) is een milieuvriendelijk alternatief voor de gewone cd-doosjes (de zogenoemde jewelcase). De buitenkant van dit doosje is niet van plastic, maar van karton. Meestal heeft het ook een andere dikte dan een normaal cd-doosje.
Vaak wordt deze cd-verpakking gebracht als gelimiteerde uitgave, naast de uitgave in een gewone cd-doos. Deze uitgaven hebben vaak bonustracks, kosten meestal iets meer en zijn gewild bij liefhebbers.